# Colônia Piedade
A Colônia Piedade foi criada no litoral sul do Brasil, na província de Santa Catarina, no local de uma antiga armação estabelecida para a caça de baleias, próxima à baía norte, no local ainda hoje denominado Armação da Piedade. O governo provincial estabeleceu esta colônia em 1847, com 150 alemães, que chegaram à capital da província nos meses de janeiro e março. Os colonos eram compostos por 82 homens e 62 mulheres de diversas idades. Em fins de 1848 contava com 120 pessoas, em 1849 com 114, em 1850 com 105 e em 1854 com 54, sendo 29 do sexo masculino e 25 do feminino.
A colônia não possuia regulamentos especiais, todos os seus habitantes eram católicos e seus diretores eram os comandantes da Fortaleza de Santa Cruz do Anhatomirim.
A colônia não prosperou devido ao fato das terras serem de má qualidade, além do local ser uma costa batida pelo vento do largo, com uma reduzida parte plana à beira do mar, seguida de montanhas cujas encostas íngremes são facilmente lavadas e tornadas estéreis pela ação das águas das chuvas intensas que caem na região.
O presidente Antero José Ferreira de Brito em seu relatório de 1848 dizia que os colonos eram alimentados pelo governo imperial e que a respeito já haviam sido tiradas, pela Tesouraria Geral, as contas de despesas, para serem indenizadas pelos colonos em prestações módicas.
Em 1856 só existiam na colônia 41 pessoas, 29 das quais ali nascidas.
Finalmente o remanescente dispersou-se, como os primeiros, pelos distritos e colônias próximas, sendo extinta a colônia Piedade. No local havia em 1917 um exíguo povoado com uma capela, e os moradores sobreviviam da pesca e da agricultura.
(fonte: Colonização do Estado de Santa Catarina)